# MacAyeal-Eisstrom
Der MacAyeal-Eisstrom (vormals Eisstrom E) ist ein Eisstrom im westantarktischen Marie-Byrd-Land. Er ist einer von mehreren großen Eisströmen, die das Marie-Byrd-Land zum Ross-Schelfeis entwässern. Er fließt in westlicher Richtung zur Nahtstelle zwischen der Shirase-Küste und der Siple-Küste zwischen dem Bindschadler-Eisstrom und dem Echelmeyer-Eisstrom.
Mannschaften des United States Antarctic Research Program (USAP) untersuchten den Eisstrom zwischen 1983 und 1984 in mehreren Kampagnen. Das Advisory Committee on Antarctic Names benannte ihn 2002 nach dem US-amerikanischen Geophysiker Douglas R. MacAyeal (* 1954) von der University of Chicago, der zwischen 1989 und 2002 an Untersuchungen des USAP in der Rossmeerregion, zum westantarktischen Eisschild und zu den Eisströmen im Marie-Byrd-Land mitwirkte.